# Archibald Atkinson
Archibald Atkinson (* 15. September 1792 im Isle of Wight County, Virginia; † 7. Januar 1872 in Smithfield, Virginia) war ein US-amerikanischer Politiker. Zwischen 1843 und 1849 vertrat er den Bundesstaat Virginia im US-Repräsentantenhaus.

## Werdegang
Archibald Atkinson erhielt eine gute Schulausbildung. Nach einem anschließenden Jurastudium am College of William & Mary in Williamsburg und seiner Zulassung als Rechtsanwalt begann er in Smithfield in diesem Beruf zu arbeiten. Außerdem nahm er als Soldat am Britisch-Amerikanischen Krieg von 1812 teil. Gleichzeitig schlug er eine politische Laufbahn ein. Zwischen 1815 und 1817 sowie nochmals von 1828 bis 1831 saß er im Abgeordnetenhaus von Virginia. Von 1839 bis 1843 gehörte er dem Staatssenat an. Er war Mitglied der Demokratischen Partei.
Bei den Kongresswahlen des Jahres 1842 wurde Atkinson im ersten Wahlbezirk von Virginia in das US-Repräsentantenhaus in Washington, D.C. gewählt, wo er am 4. März 1843 die Nachfolge von Francis Mallory antrat. Nach zwei Wiederwahlen konnte er bis zum 3. März 1849 drei Legislaturperioden im Kongress absolvieren. Diese waren seit 1845 von den Ereignissen des Mexikanisch-Amerikanischen Krieges geprägt. Im Jahr 1848 verzichtete Atkinson auf eine weitere Kandidatur. Nach dem Ende seiner Zeit im US-Repräsentantenhaus fungierte er als Staatsanwalt im Isle of Wight County. Er starb am 7. Januar 1872 in Smithfield. Er war Sklavenhalter.